# Gourfaleur
Gourfaleur is een plaats en voormalige gemeente in het Franse departement Manche in de regio Normandië en telt 432 inwoners (1999).
De plaats maakt deel uit van het arrondissement Saint-Lô en sinds 1 januari 2016 van de gemeente Bourgvallées.

## Geografie
De oppervlakte van Gourfaleur bedraagt 8,5 km², de bevolkingsdichtheid is 50,8 inwoners per km².
De onderstaande kaart toont de ligging van Gourfaleur met de belangrijkste infrastructuur en aangrenzende gemeenten.

## Demografie
Onderstaande figuur toont het verloop van het inwonertal (bron: INSEE-tellingen).

Gourfaleur · La Mancellière-sur-Vire · Le Mesnil-Herman · Saint-Romphaire · Saint-Samson-de-Bonfossé · Soulles